# ديريك برانسون
ديريك برانسون (بالإنجليزية: Derek Brunson) هو فنان قتال مختلط أمريكي، ولد في 4 يناير 1984 في ويلمينغتون في الولايات المتحدة.

## سجل الفنون القتالية المختلطة
| السجل المهني |        |         |
| 31 نزال      | 23 فوز | 8 خسارة |
| ضربة قاضية   | 12     | 6       |
| إخضاع        | 4      | 0       |
| قرار القضاة  | 7      | 2       |

المصدر:

## وصلات خارجية
- ديريك برانسون على موقع يو إف سي (الإنجليزية)
- ديريك برانسون على موقع شيردوغ (الإنجليزية)
- ديريك برانسون على موقع Tapology.com (الإنجليزية)
- ديريك برانسون على موقع IMDb (الإنجليزية)
- ديريك برانسون على موقع قاعدة بيانات الفيلم (الإنجليزية)